# 徳久瞳
徳久 瞳（とくひさ ひとみ、1982年6月15日 - ）は、長野県下諏訪町出身の日本の女子柔道選手。階級は63kg級。身長163cm。血液型はA型。組み手は右組み。得意技は内股。

## 来歴
柔道は5歳の時に松島柔道場で始めた。下諏訪中学校1年の時には早くも全国中学校柔道大会52kg級で2位となった。2年の時は3位だったが、3年になると階級を56kg級に上げて優勝を果たした。松本松南高等学校時代は全国高等学校柔道選手権大会の63kg級で2年連続3位となった。卒業後2001年から三井住友海上の所属となった。2004年の福岡国際では優勝を飾った。その後2006年には階級を57kg級に下げると、2007年の全日本選抜柔道体重別選手権大会で優勝を飾った。2008年の講道館杯でも優勝した。2009年のアジア柔道選手権大会では2位だったが、グランドスラム・東京2009では決勝で帝京大学の松本薫を技ありで破って優勝を飾った。2010年のワールドマスターズ2010とグランプリ・デュッセルドルフではそれぞれ3位に入った。

## 戦績
- 1995年 - 全国中学校柔道大会 2位(52kg級)
- 1996年 - 全国中学校柔道大会 3位(52kg級)
- 1997年 - 全国中学校柔道大会 優勝(56kg級)
- 1998年 - ワールドユースゲームズ 3位(57kg級)

63kg級での戦績
- 1999年 - 全国高等学校柔道選手権大会 3位
- 2000年 - 全国高等学校柔道選手権大会 3位
- 2000年 - 全日本ジュニア 3位
- 2001年 - 全日本ジュニア 3位
- 2002年 - ブルガリア国際 優勝
- 2002年 - 体重別 3位
- 2002年 - 全国女子柔道体重別選手権大会 2位
- 2002年 - 福岡国際 3位
- 2003年 - 体重別 3位
- 2004年 - ロシア国際 2位
- 2004年 - 講道館杯 2位
- 2004年 - 福岡国際 優勝
- 2005年 - チェコ国際 優勝
- 2005年 - 体重別 3位
- 2005年 - 講道館杯 3位
- 2006年 - 体重別 3位

57kg級での戦績
- 2006年 - 講道館杯 5位
- 2007年 - 体重別 優勝
- 2008年 - 体重別 3位
- 2008年 - 講道館杯 優勝
- 2008年 - 嘉納杯 3位
- 2009年 - ワールドカップ・ウィーン 3位
- 2009年 - 体重別 3位
- 2009年 - アジア柔道選手権大会 2位
- 2009年 - グランプリ・青島 2位
- 2009年 - グランドスラム・東京 優勝
- 2010年 - ワールドマスターズ2010 3位
- 2010年 - グランプリ・デュッセルドルフ 3位
- 2010年 - 体重別 3位
- 2010年 - 講道館杯 5位

(出典、JudoInside.com)